# 안 샤리에
안 샤리에(Anne Charrier, 1974년 3월 16일 ~ )는 프랑스의 배우이다.

## 출연 작품
- 바이 블러드 (2018)
- 크래쉬 테스트 아글라에아 (2017)
- 넘버원 전화사기단 (2017)
- 인비테이션 (2016)
- 마르세유 (2016)
- 브로맨스 인 파리 (2015)
- 파리 카운트다운 (2013)
- 마이 히어로즈 (2012)
- 더 스트롤러 스트래터지 (2012)
- R.I.F (2011)
- 라트 드 세뒤르 (2011)
- MR 73 (2008)